# Pinnatella donghamensis
Pinnatella donghamensis là một loài Rêu trong họ Neckeraceae. Loài này được (Besch.) Ninh miêu tả khoa học đầu tiên năm 1993.